# Portret neznane ženske (van der Weyden)
Portret neznane ženske, tudi Portret dame je majhna slika v olju na hrastovi tabli, ki jo je okrog leta 1460 naslikal nizozemski slikar Rogier van der Weyden. Kompozicija je zgrajena iz geometrijskih oblik, ki tvorijo linije ženske tančice, vratnega izreza, obraza in rok, ter padanja svetlobe, ki osvetljuje njen obraz in pokrivalo. Živahni kontrasti teme in svetlobe poudarjajo skoraj nenaravno lepoto in gotsko eleganco modela.
Van der Weyden se je proti koncu svojega življenja ukvarjal s portretiranjem po naročilu in so ga kasnejše generacije slikarjev visoko cenile zaradi njegovih prodornih evokacij značaja. V tem delu se ponižnost in zadržanost ženske prenašata skozi njeno krhko postavo, spuščene oči in tesno stisnjene prste. Je vitka in upodobljena v skladu z gotskim idealom podolgovatih potez, na kar nakazujejo njena ozka ramena, tesno speti lasje, visoko čelo in dovršen okvir, ki ga postavlja pokrivalo. To je edini znani portret ženske, ki ga je van der Weyden sprejel kot avtorsko delo, vendar varuškino ime ni zabeleženo in delu ni dal naslova.
Čeprav se van der Weyden ni držal konvencij idealizacije, je na splošno skušal laskati svojim varuhom. Svoje modele je upodabljal v zelo modnih oblačilih, pogosto z zaobljenimi — skoraj izklesanimi — obraznimi potezami, od katerih so nekatere odstopale od naravne reprezentacije. Prilagodil je svojo estetiko in njegovi portreti žensk so med seboj pogosto osupljivo podobni.
Slika je bila v Narodni galeriji umetnosti v Washingtonu, D. C. od svoje donacije leta 1937 in je št. 34 v de Vos katalogu raisonné umetnika. Opisan je bil kot »znan med vsemi portreti žensk vseh šol«.

## Kompozicija
Ženska, ki je verjetno v poznih najstniških letih ali zgodnjih dvajsetih, je prikazana do polovice in v tričetrtinskem profilu, postavljena na dvodimenzionalno notranjo ozadje temno modro-zelene barve. Ozadje je ravno in nima pozornosti do detajlov, ki je značilna za van der Weydnova pobožna dela. Tako kot njegov sodobnik Jan van Eyck (okoli 1395 – 1441) je pri portretiranju uporabljal temne ravnine, da bi usmeril pozornost na gledalca. Šele Hans Memling (okoli 1435–1494), učenec van der Weydna, je nizozemski umetnik postavil portret proti zunanjosti ali pokrajini. V tem delu ploska postavitev omogoča gledalcu, da se osredotoči na ženski obraz in tiho samoobvladovanje. Van der Weyden se osredotoči na štiri osnovne značilnosti: žensko pokrivalo, obleko, obraz in roke. Ozadje je s starostjo potemnelo; verjetno je, da so bili koti, ki so jih ustvarili varuškin henin in obleka, nekoč veliko ostrejši.
Ženska nosi elegantno črno obleko z nizkim izrezom s temnimi pasovi krzna na vratu in zapestju. Njena oblačila so v takrat modnem burgundskem slogu, ki poudarja visoko in tanko estetiko gotskega ideala. Njeno obleko zapenja svetlo rdeč pas, potegnjen pod njene prsi. Naglavno pokrivalo v barvi belega hennina je prekrito z veliko prozorno tančico, ki se razliva čez njena ramena in sega do nadlakti. Van der Weydnova pozornost na strukturo oblačil – skrbno detajliranje žebljičkov, potisnjenih v tančico, da popravijo njen položaj – je značilno za umetnika.
Ženska tančica tvori diamantno obliko, ki jo uravnoteži inverzni tok lahkega telovnika, ki ga nosi pod obleko. Prikazana je pod rahlim kotom, vendar je njena poza v središču prepletenih širokih linij rok, dekolteja in tančice. Ženska glava je nežno osvetljena in na koži ne pušča močnih tonskih kontrastov. Ima dolg, suh obraz, oskubljene obrvi in veke ter oskubljeno linijo las, ki ustvarja modno visoko čelo. Njeni lasje so trdno speti na robu pokrova motorja in počivajo nad ušesom. Njeno visoko pokrivalo in stroga linija las poudarjata njen podolgovat obraz in mu dajeta izklesan videz.
Po besedah umetnostnega zgodovinarja Norberta Schneiderja je žensko levo uho nastavljeno nenaravno visoko in daleč nazaj, vzporedno z očmi in ne z nosom; ta položaj je verjetno umetniški pripomoček, ki se uporablja za nadaljevanje toka diagonalne črte notranjega desnega krila tančice. V 15. stoletju so tančice običajno nosili zaradi skromnosti, da bi skrili čutnost mesa. V tem delu ima tančica nasprotni učinek; ženski obraz je uokvirjen s pokrivalom, da pritegne pozornost na njeno lepoto.
Ženine roke so močno prekrižane kot v molitvi in postavljene tako nizko na sliki, da se zdi, kot da počivajo na okvirju. Upodobljeni so kot tesno stisnjeni v majhno območje slike; verjetno van der Weyden ni želel, da povzročijo območje visokega tona, ki bi lahko odvrnilo pozornost od opisa njegove glave. Njeni vitki prsti so podrobno obdelani; van der Weyden je pogosto nakazoval družbeni položaj svojih modelov z upodabljanjem njihovih obrazov in rok. Rokav njene obleke sega čez njena zapestja. Njeni prsti so zloženi v plasteh; njihova zapletena upodobitev je najbolj podroben element na sliki in odmeva piramidasto obliko zgornjega dela slike.
Njene oči ponižno gledajo navzdol, v nasprotju z njenimi relativno ekstravagantnimi oblačili. Pieteto njenega izraza dosegajo motivi, ki so skupni van der Weydnovemu delu. Njene oči in nos so podolgovati, njena spodnja ustnica pa je bolj polna z uporabo tona in izrazitega zaključka. Nekatere navpične črte okoli teh potez so poudarjene, medtem ko so njene zenice povečane in obrvi rahlo privzdignjene. Poleg tega so obrisi njenega obraza poudarjeni na nekoliko nenaraven in abstrakten način in izven običajnih prostorskih omejitev človeške upodobitve iz 15. stoletja. To metodologijo je opisal umetnostni zgodovinar Erwin Panofsky: »Rogier se je osredotočil na nekatere pomembne poteze – izrazite tako s fiziognomskega kot psihološkega vidika – ki jih je izražal predvsem s črtami«. Njeno visoko čelo in polna usta so bila videti kot nakazuje na naravo hkrati intelektualno, asketsko in strastno, kar simbolizira »nerešen konflikt v njeni osebnosti«. Panofsky se sklicuje na »tlečo razdražljivost«.
Portretiranka ni znana, čeprav nekateri umetnostni zgodovinarji ugibajo o njeni identiteti. Na podlagi podobnosti obraznih potez je pisatelj Wilhelm Stein v začetku 20. stoletja predlagal, da bi lahko bila Marie de Valengin, nezakonska hči Filipa Dobrega Burgundskega. Vendar je to sporna trditev in ni splošno razširjena. Ker so njene roke prikazane, kot da počivajo na spodnjem okvirju slike, umetnostni zgodovinarji na splošno priznavajo, da je bil to samostojen portret, ne pa posvetno delo. Možno je, da je bil mišljen kot obesek k sliki ženskega moža, vendar noben drug portret ni bil predlagan kot verjeten spremljevalec.

## Stanje in izvor
Čeprav van der Weyden ni naslovil dela in ime portretiranke ni zabeleženo v nobenem od zgodnjih inventarjev, je bil slog njenega oblačenja uporabljen za umestitev slike v zelo pozno obdobje van der Weydnove kariere. Datacija iz leta 1460 temelji na obleki visoke mode in navideznem kronološkem položaju dela v razvoju van der Weydnovega sloga. Vendar pa je možno, da je bila izvedena še kasneje (van der Weyden je umrl leta 1464).
Portret dame je bil naslikan na enojni hrastovi deski z navpičnim vlaknom in ima na vsaki strani nepobarvan rob. Plošča je bila preparirana z gipsom, na katerega je bila nato figura naslikana enobarvno. Nato so bile dodane glazure oljnega pigmenta, kar je omogočilo subtilne in pregledne tonske gradacije. Infrardeča reflektografija razkriva, da van der Weyden dela ni skiciral na desko, preden je začel slikati, in ni dokazov o premajhnem risanju. Kaže, da je bila gospa prikazana kot bolj vitka, preden so bile narejene spremembe, ko je delo napredovalo; debelo nanesena barva ozadja je pod delom pasu, kar dokazuje, da je bila prvotna silhueta razširjena. Te spremembe so vidne tudi na rentgenskih slikah. Je v razmeroma dobrem stanju, saj je bila večkrat očiščena, nazadnje leta 1980. Na tančici, pokrivalu in rokavu je nekaj izgubljene barve ter odrgnina na ušesu.
Izvor slike je nejasen in obstaja dvom o tem, katera slika je omenjena v nekaterih zgodnjih popisih. Anhaltski knez, verjetno Leopold Friedrich Franz (um. 1817) iz Wörlitza blizu Dessaua v Nemčiji, jo je imel v začetku 19. stoletja, nato pa je verjetno prešla na Leopolda Friedricha (um. 1871). Slika je bila posojena za razstavo leta 1902, ko je bila prikazana v Hôtel de Gouvernement Provincial v Bruggeu na Exposition des primitifs flamands et d'art ancien. Do leta 1926 jo je imel vojvoda Anhaltski, ko jo je prodal trgovcem z umetninami Duveen Brothers. Tistega leta so jo prodali Andrewu W. Mellonu. Naslednje leto je bila posojena Kraljevi akademiji za umetnost v Londonu za razstavo, ki pokriva šest stoletij flamske in belgijske umetnosti. Mellon je leta 1932 delo zapustil svojemu izobraževalnemu in dobrodelnemu skladu, ki ga je leta 1937 podaril Narodni galeriji umetnosti,ref>"Provenance: Portrait of a Lady, c. 1460". National Gallery of Art, Washington. Retrieved 19 March 2010.</ref> kjer je na stalni razstavi.